# Arnaut Daniel
Arnaut Daniel, provansalski trubadur, 13. stoletje.
Rojen je bil v plemiški družini na gradu Ribeyrac v okraju Périgord. Iznašel je pesniško obliko, imenovano sekstina, ki jo sestavlja šest kitic, vsaka pa ima šest verzov. Pri tem gre za poetiko fermentiranja, kristaliziranja, cizeliranja besed. Je tudi avtor romance Lancillotto oziroma Lancelot iz jezera, na katero se nanaša Dantejeva ekspresivna »romantična proza«.
V Dantejevi Božanski komediji se Arnaut Daniel pojavlja kot lik, ki zaradi razuzdanosti prestaja kazen v vicah. Ameriški pesnik in glasbenik Ezra Pound ga je razglasil za največjega pesnika vseh časov.